# Gheorghe Bleyer
Gheorghe Bleyer, cunoscut și ca György Bleyer (1907, Timișoara, Timiș, Austro-Ungaria - 1970, Stuttgart/Düsseldorf, Republica Federală Germană) a fost un arhitect român de origine evreiască, cunoscut pentru contribuțiile sale în arhitectura modernistă și pentru operele sale la Timișoara și București. Născut într-o familie evreiască înstărită la Timișoara, Gheorghe Bleyer și-a dedicat viața studiului și practicii arhitecturii, lăsând în urmă o serie de construcții notabile și un impact semnificativ asupra peisajului urban.

## Biografie
Gheorghe Bleyer s-a născut în anul 1907 în orașul Timișoara, într-o familie evreiască înstărită, formată dintr-un tată avocat, cu pasiuni în domeniul arheologiei și o mamă care provenea din familia Brück. După absolvirea liceului, a urmat studii de arhitectură la Stuttgart, Germania, în perioada în care arhitectura modernistă se dezvolta într-un mod inovator, având contact cu modernismul și stilul Bauhaus. Totuși, datorită simpatiilor sale comuniste și a ascensiunii nazismului, acesta a fost expulzat din Germania, fiind nevoit și să-și continue studiile la Eidegenössische Technische Hochschule din Zurich, Elveția. Aici și-a obținut diploma de arhitect în anii '30, devenind membru al Partidului Comunist Elvețian, din cauza acelorași simpatii politice.
Cu tote că cu toate că i se propune să rămână cadru didactic la ETH, Gheorghe Bleyer se simte obligat să revină în țară pentru a-și susține familia care îl sprijinise în timpul studiilor din străinătate. După întoarcerea în orașul natal, Gheorghe Bleyer și-a început cariera de arhitect într-o perioadă favorabilă pentru activitatea de construcții în România. Cu toate acestea, el a construit relativ puțin, refuzând să facă concesii mari clienților cu pretenții speciale, fapt care i-a adus renumele de arhitect exigent și dedicat calității. Multe dintre construcțiile sale notabile, interbelice, din Timișoara, deși puțin cunoscute după autorul lor, au suferit modificări în perioada comunistă.
Personalitatea lui Gheorghe Bleyer nu se rezuma doar la arhitectură. Avea talente artistice variate, fiind un pasionat cântăreț la pian, compozitor și desenator talentat. Pe lângă arhitectură, a desfășurat și activități de cercetare și predare la Institutul de Arhitectură din București.
În anii '40, în timpul celui de-Al Doilea Război Mondial, Bleyer nu a avut posibilitatea de a-și exersa meseria de arhitect, din cauza restricțiilor impuse evreilor în acea perioadă. După război, ”în 1945 s-a înscris în Partidul Comunist și a fost mutat la București să lucreze în grupul condus de Chivu Stoica, care a elaborat primul plan anual al României socialiste. A predat și a făcut muncă de cercetare la Institutul de Arhitectură din București. Prin anii 1954-1956, i s-a reproșat că în cursul lui de istoria arhitecturii, nu lăuda suficient arhitectura rusească și, în plus, că a fost membru al partidelor comuniste din Germania și Elveția, care pe vremea aceea erau considerate partide așa-zise deviaționiste. În consecință, a fost dat afară din facultate și exclus din Partidul Comunist Român. Pentru o scurtă perioadă a lucrat la fabrica de chibrituri din Chițcani, dar a reușit să se angajeze la Institutul Național care se ocupa de patrimoniul cultural și istoric”.
În 1969, Gheorghe Bleyer a emigrat în Germania, stabilindu-se la Stuttgart, sau, după alte surse, Düsseldorf. Acolo a continuat să lucreze în domeniul arhitecturii până la moartea sa, în 1971, în Stuttgart, sau, după alte surse, în orașul Düsseldorf.
Contribuția lui Gheorghe Bleyer în domeniul arhitecturii moderniste și angajamentul său pentru calitate și artă au lăsat o amprentă semnificativă în peisajul urban al Timișoarei și al altor orașe în care a activat. Operele sale, deși în unele cazuri modificate, continuă să fie recunoscute și admirate pentru inovația lor și pentru contribuția la dezvoltarea arhitecturii timpurii în România.

## Activitatea
Printre cele mai cunoscute construcții proiectate de Gheorghe Bleyer se numără:
- Casa Német de pe splaiul Canalului Bega din Timișoara, caracterizată de geamuri rotunde care amintesc de hublouri de vapor, modificată în perioada comunismului, însă mult admirată de adepții modernitătii de tip Bauhaus, la vremea sa;
- Fostul Sanatoriu Central Dr. Joseph Freund din apropierea Palatului Poștelor;[5]
- Casa scriitorului József Méliusz de pe strada Ofcea, colț cu strada Pestalozzi, o construcție adaptată în stilul arhitecturii rurale secuiești din Transilvania, cu bârne exterioare, stil Fachwerkhaus;[3]
- Casa cu Trei Fete, construită în anul 1947 pe Bulevardul C.D. Loga colț cu Bulevardul Michelangelo, folosită în anii ’50 ca reședință pentru președintele Gheorghe Gheorghiu-Dej, în vizită la Timișoara.[2]
- Fostul Hotel Carlton, actual Hotel Cina Banatul;
- Hotel Savoy.